# Copa Hopman de 1991
A Copa Hopman de 1991 foi a 3ª edição do torneio entre países do tênis em mistas, organizada pela Federação Internacional de Tênis.
Goran Prpić e Monica Seles, da então Iugoslávia, bateram o o time estadunidense de Zina Garrison e David Wheaton na final.

## Final

### Iugoslávia vs. Estados Unidos
| Iugoslávia 3 | Burswood Entertainment Complex, Perth 4 de Janeiro de 1991 duro (coberto) | Burswood Entertainment Complex, Perth 4 de Janeiro de 1991 duro (coberto) | Estados Unidos 0 |     |     |  |
| \| \| \| \| 1 \| 2 \| 3 \| \| \| - \| \| -------------------------------------------------------- \| --- \| --- \| --- \| \| \| 1 \| \| Monica Seles Zina Garrison \| 6 1 \| 6 1 \| \| \| \| 2 \| \| Goran Prpić David Wheaton \| 4 6 \| 6 3 \| 7 5 \| \| \| 3 \| \| Monica Seles / Goran Prpić Zina Garrison / David Wheaton \| 8 3 \| \| \| \| |                                                                           |                                                                           |                  |     |     |  |
| |                                                                           |                                                                           | 1                | 2   | 3   |  |
| 1 | República Socialista Federativa da Iugoslávia · Estados Unidos            | Monica Seles Zina Garrison                                                | 6 1              | 6 1 |     |  |
| 2 | República Socialista Federativa da Iugoslávia · Estados Unidos            | Goran Prpić David Wheaton                                                 | 4 6              | 6 3 | 7 5 |  |
| 3 | República Socialista Federativa da Iugoslávia · Estados Unidos            | Monica Seles / Goran Prpić Zina Garrison / David Wheaton                  | 8 3              |     |     |  |